# Хасси, Рут
Рут Хасси (англ. Ruth Hussey; 30 октября 1911 — 19 апреля 2005) — американская актриса, наиболее известная по роли Лиз Имбри в фильме «Филадельфийская история», за которую в 1940 году была номинирована на премию «Оскар».

## Биография

### Карьера
Рут Кэрол Хасси (англ. Ruth Carol Hussey) родилась 30 октября 1911 года в Провиденс, столице штата Род-Айленд. В 1918 году от гриппа умер её отец и её воспитанием занималась мать. Образование Рут Хасси получила в колледже Пемпброк, который окончила в 1933 году. Затем она изучала драму в Школе драмы при Мичиганском университете, а после её окончания два года работала в летних театрах в Мичигане.
После этого Рут Хасси вернулась в Провиденс, где стала работать комментатором на местном радио. Вскоре, будучи в Нью-Йорке, она была замечена агентом с которым подписала контракт на работу в модельном агентстве «Powers», а также на участие в постановках в театре родного Провиденса.
Рут Хасси много гастролировала с постановками этого театра и однажды, и на выступлениях в Лос-Анджелесе, её приметил агент компании «MGM», с которой вскоре она подписала контракт. В 1937 году состоялся её дебют в кино, и за короткое время Рут Хасси стала одной из ведущих актрис компании «MGM» в фильмах категории «B». Роль Лиз Имбри в фильме «Филадельфийская история» принесла ей в 1940 году номинацию на «Оскар», как лучшей актрисе второго плана. В дальнейшем она снялась в таких фильмах, как «Сьюзен и бог» (1940), «Незваные» (1944), «Великий Гэтсби» (1949), «Луиза» (1950) и «Правда жизни» (1960).
В 1946 году актриса исполнила главную роль в пьесе «Состоят в браке» и в дальнейшем в основном играла на театральной сцене, появившись в кино и на телевидении лишь несколько раз.

### Личная жизнь
В августе 1942 году Рут Хасси вышла замуж за агента и радиопродюсера Боба Лонгенекера. В 1977 году они переехали на ранчо в город Карлсбад в Калифорнии. Её муж скончался в 2002 году, спустя четыре месяца после их 60 годовщины совместной жизни.
Рут Хасси умерла 19 апреля 2005 года в возрасте 93 лет от осложнений после удаления аппендицита.

## Избранная фильмография
- 1938 — Мария-Антуанетта
- 1939 — Женщины — Мисс Уоттс
- 1939 — В рамках закона — Мэри Тёрнер
- 1939 — Другой тонкий человек — Дороти Уолтерс
- 1940 — Сьюзен и бог — Шарлот
- 1940 — Авиазвено — Лорна Гэри
- 1940 — Филадельфийская история — Элизабет Имбри
- 1941 — Наша жена — Профессор Сьюзан Дрейк
- 1943 — Нежный товарищ — Барбара Томас
- 1944 — Незваные — Памела Фитцджеральд
- 1948 — Я, Джейн Доу — Ева Мередит Кёртис
- 1949 — Великий Гэтсби — Джордан Бакер
- 1950 — Луиза — Мэг Нортон
- 1950 — Мистер Музыка — Лорна Марвис
- 1960 — Правда жизни — Мэри Гилберт
- 1970 — Воскрешение Бронко Билли — Голос